# English Defence League

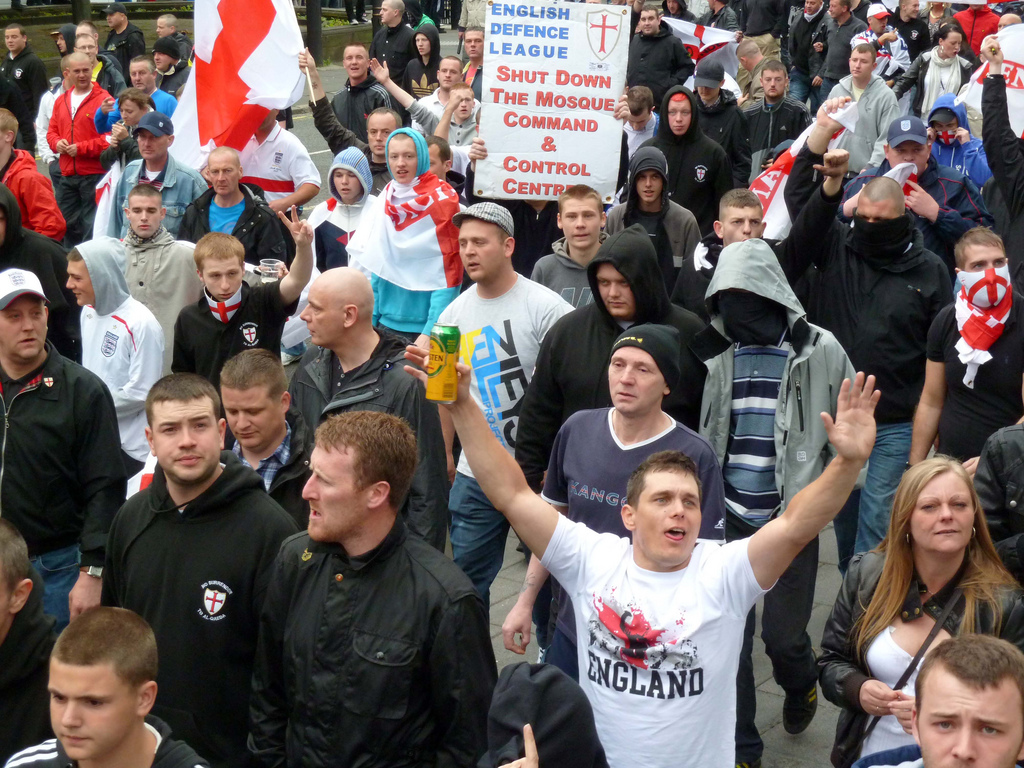
Demonstrace EDL v Newcastlu

English Defence League (EDL, Liga na obranu Anglie) je anglická antiislamistická skupina, vzniklá roku 2009. Činnost EDL se vyznačuje především organizováním demonstrací, které často končí konfrontací s jejími odpůrci a zatýkáním účastníků policií. Liga je vázána na fotbalové výtržníky.
EDL podle svých tvrzení hodlá bojovat proti islamistickému radikalismu a nikoliv proti muslimům samotným, zůstává však faktem, že mnoho členů popisuje sebe samé jako anti-islamisty. Členy skupiny jsou jak křesťané, tak židé či sikhové, stejně jako homosexuálové nebo černoši. Liga se distancuje od nacismu a na jejích akcích lze spatřit i izraelské vlajky. Hlavní představitel Britské národní strany, nejsilnějšího reprezentanta krajní pravice, Nick Griffin prohlásil, že účast na akcích EDL představuje „disciplinární pochybení“ pro členy strany.[zdroj?]
Podle anglického modelu vznikla i Liga na obranu Francie, Liga na ochranu Holandska a také Česka.